# Нуль-термостат
Нуль-термостат — это прибор для термостатирования холодных спаев термопар при нуле градусов по Цельсию. Представляет собой металлический герметичный параллелепипед с карманом под термопару, заполненный водой. Его грани охлаждаются термоэлементами Пелтье. Сами элементы охлаждаются проточной водой. Термоэлементы питаются от трансформатора с выпрямителем. При замерзании воды сильфон действует на микровыключатель, размыкающий цепь питания термоэлементов. Когда лёд растает, сильфон снова включает питание.
Создание нуль-термостатов связывают с именами А. Н. Воронина, Э. М. Шера, А. Г. Щербиной..